# جوفري تورنتس
جوفري تورنتس (مواليد 28 يناير 2007) هو لاعب كرة قدم إسباني يلعب في مركز الظهير الأيسر مع نادي برشلونة أتلتيك.

## مسيرته الكروية
وُلد تورينتس في لا سيلفا ديل كامب، تاراغونا، كاتالونيا، وهو خريج أكاديميتي الشباب في ناديي لا سيلفا ديل كامب وريوس،قبل أن ينتقل إلى فرق شباب برشلونة في 2018 لإنهاء تطويره.في 16 يونيو 2023،وقّع عقده الاحترافي الأول مع برشلونة.في سبتمبر 2023 عانى من إصابة في الركبة في مباراة دولية أبعدته عن موسم كامل،ولكن عند عودته تمت ترقيته إلى فريق تحت 19 عامًا لموسم 2024–25. ظهر لأول مرة مع برشلونة أتليتيك في مباراة امام سوسيداد ديبورتيفو تارازونا انتهت تعادل بنتيجة 1–1 في الدوري الإسباني الدرجة الثالثة في 15 مارس 2025. في 16 أغسطس، خاض أول ظهور رسمي له مع الفريق الأول لبرشلونة في مباراتهم الافتتاحية بالدوري الإسباني لهذا الموسم، والتي انتهت بفوز خارج الديار 3-0 على مايوركا.

## مسيرته الدولية
يلعب تورنتس مع منتخب إسبانيا في الفئات العمرية.في سبتمبر 2023، لعب مع منتخب إسبانيا تحت 17 عامًا،وتعرض لإصابة أبعدته عن الملاعب لموسم كامل. في يناير 2025، تم استدعاؤه إلى منتخب إسبانيا تحت 18 عامًا، لكنه اضطر للانسحاب من الفريق بسبب إصابة.

## أسلوب اللعب
يلعب تورنتس في مركز الظهير الأيسر، ويتميز بانطلاقاته الديناميكية ضد خصومه، ويملك القدرة على إرسال عرضيات وتمريرات فعّالة.يتميز بقوة بدنية عالية ومهارة فائقة في المواجهات الفردية. إنه موهبة واعدة وذات عزيمة كبيرة.

## وصلات خارجية
- جوفري تورنتس على موقع Soccerway.com (الإنجليزية)